# Pérgamo (filho de Neoptólemo)
Pérgamo, na mitologia grega, foi um filho de Neoptólemo e Andrómaca, sendo neto de Aquiles e Deidamia (pais de Neoptólemo) e de Eetion (pai de Andrómaca). Seus irmãos eram Molosso e Pielus, e seu meio-irmão, filho de Andrómaca e Heitor, era Astíanax. Pausânias menciona o casamento, após a morte de Neoptólemo, de Andrómaca com Cestrinus, filho de Heleno, mas não menciona filhos.
Após a morte de Heleno, filho de Príamo e seu padrasto, Pérgamo mudou-se para a Ásia, lutou contra Areius, déspota da Teutrânia, e tomou seu reino, dando seu nome à cidade de Pérgamo.